# Делфт (підрозділ окружного секретаріату)
Підрозділ окружного секретаріату Делфт — підрозділ окружного секретаріату округу Джафна, Північна провінція, Шрі-Ланка. Складається з 6 Грама Ніладхарі.

## Демографія
| №    | Грама Ніладхарі           | Населення | Чоловіки | Жінки | Діти  | Дорослі |
| ---- | ------------------------- | --------- | -------- | ----- | ----- | ------- |
| J/01 | Західний Делфт            | 604       | 308      | 296   | 198   | 406     |
| J/02 | Південний Делфт           | 444       | 226      | 218   | 115   | 329     |
| J/03 | Західно-Центральний Делфт | 1,034     | 494      | 540   | 354   | 680     |
| J/04 | Центральний Делфт         | 716       | 337      | 379   | 320   | 396     |
| J/05 | Східно-Центральний Делфт  | 681       | 340      | 341   | 241   | 440     |
| J/06 | Східний Делфт             | 645       | 336      | 309   | 283   | 362     |
|      | Всього                    | 4,124     | 2,041    | 2,083 | 1,511 | 2,613   |